# Ивайло Йотов
Вижте пояснителната страница за други личности с името Ивайло Йотов.
Ивайло Стефанов Йотов, познат с прозвището Кемпеса е бивш футболист, нападател.
Юноша е на Левски (София). Играл е за Хасково, Литекс, Левски (Сф), Славия, Черно море, Локомотив (София), Сторгозия, Спартак (Пл), Академик (Сф), Септември, Балкан и ФК Сливнишки герой (Сливница).
От 2005 г. играе за националния полицейски отбор.

## Статистика по сезони
- Осъм (Лч) – 1989/90 – Б РФГ, 20 мача/12 гола
- Хасково – 1990/ес. - A РФГ, 3/0
- Левски (Сф) – 1991/пр. - A РФГ, 3/0
- Славия – 1991/92 – A РФГ, 7/1
- Черно море – 1992/93 – Б РФГ, 24/6
- Локомотив (Сф) – 1993/94 – A РФГ, 8/1
- Сторгозия – 1994/95 – Б РФГ, 28/7
- Спартак (Пл) – 1995/96 – Б РФГ, 34/20
- Академик (Сф) – 1996/97 – Б РФГ, 27/8
- Спартак (Пл) – 1997/98 – A РФГ, 18/2
- Спартак (Пл) – 1998/99 – Б РФГ, 26/3
- Академик (Сф) – 1999/00 – В РФГ, 11/2
- Септември – 2000/01 – Б РФГ, 24/3
- Септември – 2001/02 – В РФГ, 19/6
- Балкан – 2002/03 – В РФГ, 8/2
- Балкан – 2003/04 – В РФГ, 17/3
- ФК Сливнишки герой (Сливница) – 2008 – В РФГ, 7/1